# Спилве (Бабитская волость)
Спи́лве (латыш. Spilve) — населённый пункт Латвии, расположен в Бабитской волости Марупского края. Расположен в 4,5 км от населённого пункта Пиньки, и в 12 км от центра Риги. До 1 июля 2009 года входил в состав Рижского района.

## Экономика
В населённом пункте расположена компания «Spilva».